# Robursport Volley Pesaro 2012-2013
Questa voce raccoglie le informazioni riguardanti il Robursport Volley Pesaro nelle competizioni ufficiali della stagione 2012-2013.

## Stagione

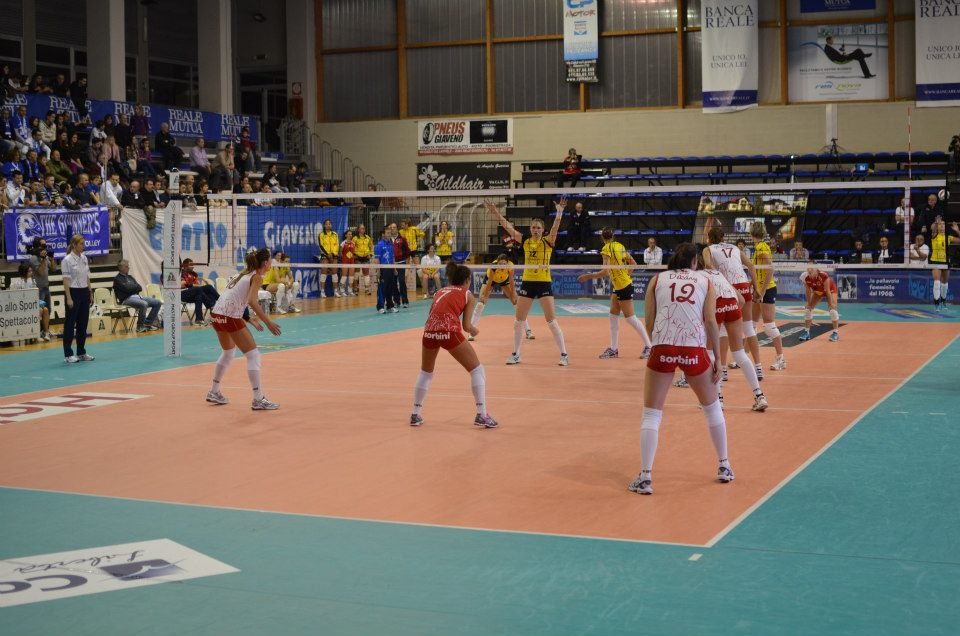
Azione di gioco

La stagione 2012-13 è per il Robursport Volley Pesaro la decima consecutiva in Serie A1: il nuovo assetto societario, caratterizzato dall'abbandono dello storico sponsor della Scavolini, sostituito dal consorzio Kgs, porta ad un rimodellamento della squadra, a partire dall'allenatore, viene scelto Andrea Pistola, seguito poi dalle giocatrici, con l'ingaggio dell'esperta Valentina Tirozzi e delle giovani Cristina Chirichella, Lauren Gibbemeyer, Daiana Mureșan e Noemi Signorile, subentrata a Francesca Ferretti; tra le conferme: Elisa Manzano, Monica De Gennaro e Serena Ortolani, quest'ultima poi ritiratasi per gravidanza e sostituita da Kenny Moreno.
Il campionato si apre con due sconfitte, seguite poi da due vittorie: il resto del girone d'andata è un alternarsi tra successi e gare perse, che comunque portano la squadra all'ottavo posto in classifica, l'ultimo utile per qualificarsi alla Coppa Italia. Anche il girone di ritorno procede come quello d'andata, per poi concludersi con una serie di tre vittorie consecutive, che spingono il club al settimo posto in classifica: nei play-off scudetto, il Robursport Volley Pesaro incontra negli ottavi di finale il Forlì Bologna, che supera in due gare, mentre nei quarti di finale la sfida è contro il River Volley Piacenza, il quale però vince entrambe le gare necessarie per il passaggio del turno.
L'ottavo posto al termine del girone d'andata permette alla società marchigiana di qualificarsi per la Coppa Italia, che nei quarti di finale incontra la capolista Futura Volley Busto Arsizio: la squadra lombarda vince sia la gara d'andata che quella di ritorno, estromettendo le pesaresi dalla competizione.

## Organigramma societario
Area direttiva
- Presidente: Giancarlo Sorbini
- Vice presidente: Alberico Miniucchi, Sandro Sardella
- Consigliere: Marco Sbrozzi
- Ufficio legale: Romano Solazzi
- Servizi generali: Francesca Panzieri

Area organizzativa
- Team manager: Otello Pedini
- Direttore sportivo: Pier Giuseppe Babbi
- Revisore dei conti: Marko Valario Polidori, Alessandro Ballestrieri, Riccardo Pierpaoli
- Ufficio amministrativo: Morena Gasparini, Stefania Maggini
- Responsabile palasport: Leonardo Giulianelli, Fiorino Mengacci

Area tecnica
- Allenatore: Andrea Pistola
- Allenatore in seconda: Valerio Lionetti
- Assistente allenatore: Daniele Santarelli
- Scout man: Elia Laise
- Collaboratore settore giovanile: Stefano Gambelli
- Responsabile minivolley: Franco Ricci
- Addetto agli arbitri: Leonardo Giulianelli

Area comunicazione
- Ufficio stampa: Giacomo Mariotti
- Responsabile comunicazione: Marcello Miniucchi, Christian Cesarini
- Consulente grafico: Mauro Filippini

Area marketing
- Ufficio marketing: Marcello Miniucchi, Christian Cesarini

Area sanitaria
- Medico: Alfredo Bressan
- Preparatore atletico: Maurizio Gardenghi, Luis Carlos Caetano
- Ortopedico: Piergiorgio Pirani
- Fisioterapista: Gabriele Palucci, Lisa Baldelli

## Rosa
| N° | Nome                 | Ruolo | Data di nascita  | Nazionalità sportiva |
| -- | -------------------- | ----- | ---------------- | -------------------- |
| 1  | Serena Ortolani      | S/O   | 7 gennaio 1987   | Italia               |
| 1  | Kenny Moreno         | S/O   | 6 giugno 1979    | Colombia             |
| 3  | Beatrice Valpiani    | P     | 1º marzo 1986    | Italia               |
| 5  | Lauren Gibbemeyer    | C     | 8 settembre 1988 | Stati Uniti          |
| 7  | Monica De Gennaro    | L     | 8 gennaio 1987   | Italia               |
| 8  | Monica Lestini       | S     | 13 gennaio 1994  | Italia               |
| 9  | Elisa Manzano        | C     | 18 gennaio 1985  | Italia               |
| 10 | Cristina Chirichella | C     | 10 febbraio 1994 | Italia               |
| 12 | Bernadett Dékány     | S     | 30 giugno 1992   | Ungheria             |
| 13 | Noemi Signorile      | P     | 15 febbraio 1990 | Italia               |
| 16 | Valentina Tirozzi    | S     | 26 marzo 1986    | Italia               |
| 17 | Daiana Mureșan       | S/O   | 6 luglio 1990    | Romania              |

## Mercato
| Acquisti | Acquisti             | Acquisti            | Acquisti   |
| R.       | Nome                 | da                  | Modalità   |
| -------- | -------------------- | ------------------- | ---------- |
| C        | Cristina Chirichella | Club Italia         | definitivo |
| S        | Bernadett Dékány     | ?                   | definitivo |
| C        | Lauren Gibbemeyer    | Toyota Queenseis    | definitivo |
| S        | Monica Lestini       | Volleyrò            | definitivo |
| S/O      | Kenny Moreno         | İqtisadçı           | definitivo |
| S/O      | Daiana Mureșan       | Forlì Bologna       | definitivo |
| S        | Valentina Tirozzi    | Robur Tiboni Urbino | definitivo |
| P        | Beatrice Valpiani    | Terre Verdiane      | definitivo |

| Cessioni | Cessioni                | Cessioni      | Cessioni   |
| R.       | Nome                    | a             | Modalità   |
| -------- | ----------------------- | ------------- | ---------- |
| S        | Paola Ampudia           | İqtisadçı     | definitivo |
| P        | Giulia Agostinetto      | Imoco         | definitivo |
| S        | Maren Brinker           | Busto Arsizio | definitivo |
| L        | Elisa Cardani           | ?             | definitivo |
| P        | Francesca Ferretti      | River         | definitivo |
| S        | Alexandra Klineman      | Villa Cortese | definitivo |
| C        | Lulama Musti De Gennaro | ?             | definitivo |
| S/O      | Serena Ortolani         | -             | ritirata   |
| S        | Laura Saccomani         | Crema         | definitivo |
| C        | Berenika Tomsia         | Fenerbahçe    | definitivo |

## Risultati

### Serie A1

#### Girone di andata
| 2ª giornata - 28 ottobre 2012 PalaCampanara, Pesaro             | Robursport Pesaro | 0 - 3 | River               | 13-25, 21-25, 23-25               |
| 3ª giornata - 4 novembre 2012 PalaRuffini, Torino               | Chieri Torino     | 3 - 1 | Robursport Pesaro   | 26-24, 27-29, 25-20, 25-21        |
| 4ª giornata - 11 novembre 2012 PalaCampanara, Pesaro            | Robursport Pesaro | 3 - 0 | Busto Arsizio       | 25-20, 25-21, 28-26               |
| 5ª giornata - 18 novembre 2012 PalaBorsani, Castellanza         | Villa Cortese     | 2 - 3 | Robursport Pesaro   | 25-22, 25-19, 22-25, 19-25, 7-15  |
| 6ª giornata - 23 novembre 2012 PalaCampanara, Pesaro            | Robursport Pesaro | 1 - 3 | Bergamo             | 21-25, 25-21, 20-25, 18-25        |
| 7ª giornata - 2 dicembre 2012 PalaCampanara, Pesaro             | Robursport Pesaro | 0 - 3 | Imoco               | 18-25, 19-25, 23-25               |
| 8ª giornata - 9 dicembre 2012 PalaDozza, Forlì                  | Forlì Bologna     | 0 - 3 | Robursport Pesaro   | 23-25, 15-25, 14-25               |
| 9ª giornata - 16 dicembre 2012 PalaCampanara, Pesaro            | Robursport Pesaro | 1 - 3 | Robur Tiboni Urbino | 25-16, 21-25, 20-25, 22-25        |
| 10ª giornata - 22 dicembre 2012 Palazzetto dello Sport, Giaveno | Cuatto Giaveno    | 2 - 3 | Robursport Pesaro   | 24-26, 16-25, 25-23, 25-22, 12-15 |

#### Girone di ritorno
| 13ª giornata - 19 gennaio 2013 PalaBanca, Piacenza        | River               | 1 - 3 | Robursport Pesaro | 25-19, 23-25, 23-25, 20-25        |
| 14ª giornata - 3 febbraio 2013 PalaCampanara, Pesaro      | Robursport Pesaro   | 1 - 3 | Chieri Torino     | 25-22, 16-25, 22-25, 24-26        |
| 15ª giornata - 9 febbraio 2013 PalaYamamay, Busto Arsizio | Busto Arsizio       | 3 - 2 | Robursport Pesaro | 22-25, 25-15, 25-23, 25-27, 15-13 |
| 16ª giornata - 17 febbraio 2013 PalaCampanara, Pesaro     | Robursport Pesaro   | 3 - 2 | Villa Cortese     | 22-25, 25-21, 25-21, 16-25, 15-7  |
| 17ª giornata - 24 febbraio 2013 PalaNorda, Bergamo        | Bergamo             | 3 - 0 | Robursport Pesaro | 25-21, 28-26, 25-22               |
| 18ª giornata - 3 marzo 2013 PalaVerde, Villorba           | Imoco               | 3 - 1 | Robursport Pesaro | 25-21, 22-25, 25-17, 25-23        |
| 19ª giornata - 10 marzo 2013 PalaCampanara, Pesaro        | Robursport Pesaro   | 3 - 2 | Forlì Bologna     | 23-25, 25-22, 24-26, 25-21, 16-14 |
| 20ª giornata - 23 marzo 2013 PalaMondolce, Urbino         | Robur Tiboni Urbino | 1 - 3 | Robursport Pesaro | 23-25, 24-26, 25-19, 18-25        |
| 21ª giornata - 30 marzo 2013 PalaCampanara, Pesaro        | Robursport Pesaro   | 3 - 0 | Cuatto Giaveno    | 25-23, 25-16, 25-17               |

#### Play-off scudetto
| Ottavi di finale (gara 1) - 10 aprile 2013 PalaDozza, Forlì      | Forlì Bologna     | 0 - 3 | Robursport Pesaro | 17-25, 22-25, 17-25              |
| Ottavi di finale (gara 2) - 14 aprile 2013 PalaCampanara, Pesaro | Robursport Pesaro | 3 - 0 | Forlì Bologna     | 25-18, 25-18, 26-24              |
| Quarti di finale (gara 1) - 16 aprile 2013 PalaBanca, Piacenza   | River             | 3 - 2 | Robursport Pesaro | 25-15, 24-26, 22-25, 25-18, 15-9 |
| Quarti di finale (gara 2) - 19 aprile 2013 PalaCampanara, Pesaro | Robursport Pesaro | 0 - 3 | River             | 19-25, 22-25, 15-25              |

### Coppa Italia

#### Fase ad eliminazione diretta
| Quarti di finale (andata) - 8 gennaio 2013 PalaCampanara, Pesaro | Robursport Pesaro | 0 - 3 | Bergamo           | 17-25, 17-25, 24-26        |
| Quarti di finale (ritorno) - 13 gennaio 2013 PalaNorda, Bergamo  | Bergamo           | 3 - 1 | Robursport Pesaro | 25-20, 19-25, 25-18, 25-19 |

## Statistiche

### Statistiche di squadra
| Competizione | Punti | In casa | In casa | In casa | In trasferta | In trasferta | In trasferta | Totale | Totale | Totale |
| Competizione | Punti | G       | V       | P       | G            | V            | P            | G      | V      | P      |
| ------------ | ----- | ------- | ------- | ------- | ------------ | ------------ | ------------ | ------ | ------ | ------ |
| Serie A1     | 24    | 11      | 5       | 6       | 11           | 6            | 5            | 22     | 11     | 11     |
| Coppa Italia | -     | 1       | 0       | 1       | 1            | 0            | 1            | 2      | 0      | 2      |
| Totale       | -     | 12      | 5       | 7       | 12           | 6            | 6            | 24     | 11     | 13     |

G = partite giocate; V = partite vinte; P = partite perse

### Statistiche dei giocatori
| Giocatore      | Serie A1 | Serie A1 | Serie A1 | Serie A1 | Serie A1 | Coppa Italia | Coppa Italia | Coppa Italia | Coppa Italia | Coppa Italia | Totale | Totale | Totale | Totale | Totale |
| Giocatore      | P        | PT       | AV       | MV       | BV       | P            | PT           | AV           | MV           | BV           | P      | PT     | AV     | MV     | BV     |
| -------------- | -------- | -------- | -------- | -------- | -------- | ------------ | ------------ | ------------ | ------------ | ------------ | ------ | ------ | ------ | ------ | ------ |
| C. Chirichella | 14       | 94       | 64       | 27       | 3        | 2            | 18           | 15           | 3            | 0            | 16     | 112    | 79     | 30     | 3      |
| M. De Gennaro  | 22       | 1        | 1        | -        | -        | 2            | -            | -            | -            | -            | 24     | 1      | 1      | -      | -      |
| B. Dekani      | 11       | 11       | 9        | 2        | 0        | 2            | 5            | 4            | 1            | 0            | 13     | 16     | 13     | 3      | 0      |
| L. Gibbemeyer  | 21       | 242      | 178      | 52       | 12       | 2            | 13           | 11           | 2            | 0            | 23     | 255    | 189    | 54     | 12     |
| M. Lestini     | 1        | 0        | 0        | 0        | 0        | 1            | 0            | 0            | 0            | 0            | 2      | 0      | 0      | 0      | 0      |
| E. Manzano     | 18       | 150      | 110      | 39       | 1        | 2            | 10           | 8            | 2            | 0            | 20     | 160    | 118    | 41     | 1      |
| K. Moreno      | 22       | 405      | 371      | 29       | 5        | 2            | 26           | 22           | 3            | 1            | 24     | 431    | 393    | 32     | 6      |
| D. Mureșan     | 22       | 228      | 192      | 28       | 8        | 2            | 17           | 14           | 3            | 0            | 24     | 245    | 206    | 31     | 8      |
| S. Ortolani    | -        | -        | -        | -        | -        | -            | -            | -            | -            | -            | -      | -      | -      | -      | -      |
| N. Signorile   | 22       | 27       | 11       | 12       | 4        | 2            | 4            | 2            | 0            | 2            | 24     | 31     | 13     | 12     | 6      |
| V. Tirozzi     | 22       | 277      | 223      | 26       | 28       | 2            | 13           | 12           | 0            | 1            | 24     | 290    | 235    | 26     | 29     |
| B. Valpiani    | 20       | 2        | 0        | 1        | 1        | 2            | 1            | 0            | 0            | 1            | 22     | 3      | 0      | 1      | 2      |

P = presenze; PT = punti totali; AV = attacchi vincenti; MV = muri vincenti; BV = battute vincenti